# パソコンパラダイス
『パソコンパラダイス』（Pasocom Paradise）は、メディアックス、のちにサンデー社が発行していたアダルトゲーム専門雑誌。また、雑誌として休刊した後、オークスが発行したムック本シリーズ。通称は「パソパラ」。

## 概要
1991年7月、日本初のアダルトゲーム専門誌としてメディアックスから隔月刊で創刊。初期は美少女漫画誌『コミック花いちもんめ』の増刊扱いで、その繋がりから当時、スタジオトゥインクル所属だった林家ぱー（林家志弦）が『コミック花いちもんめ』の表紙イラストを担当していた。
1993年4月号より月刊化。それまでパソコンゲーム雑誌で数ページ、または袋綴じの特集ページで扱われているだけであったアダルトゲームを誌面全体で取り上げる構成で注目され、類似誌の創刊ラッシュが起きるなど、アダルトゲーム専門誌・美少女ゲーム専門誌というジャンルを築いた。同年にはディスクマガジン『PPディスク』も刊行し、1994年1月には、姉妹誌としてジュブナイルポルノ小説とアダルトアニメをメインに扱う『パソパラチャット』（PPチャット）も創刊された。
誌面は画面写真を軸としたゲーム紹介記事が中心で、ゲーム攻略記事は少ない。紹介記事中のゲーム画面写真で性器の表現がある所には、もともとモザイク処理がかけられているにもかかわらず、「お宝マーク」（金の延べ棒のイラスト）と呼ばれる独自の修正処理が行われていた。一方、2002年頃からパソコンゲーム雑誌のほとんどに付いていた出版倫理協議会による18禁マークが唯一付けられていなかったが、2007年3月号を以てお宝マークは廃止され、18禁マークが付いた。
月刊化以降は読者参加ゲームやアダルトゲームの漫画化・小説化作品の連載・掲載を積極的に行っていた。また、数ヶ月おきに定期的に「パソコンパラダイス総集編」というこれまでのゲーム紹介記事を再録したムックも発行していた。19号より「ストレージ」に表題を改め価格を下げたものの、タイトルによっては2年遅れと明らかに旬を逃した再録もあり、読者の評判が芳しくなかったことから2号をもって休刊。以後、総集編は1年に1回のペースで限定的に出されていたが、2003年号（2005年発行）で発行停止した。
2008年4月号から、編集を手掛けていたピーズサイテックがフェリオと経営統合したことから、編集部が総入れ替えとなり、発行もサンデー社に変わる。その後編集プロダクションがスタジオエクレア、ディーキャンプ、元『P-mate』の編集者が率いるβversionと入れ代わり2013年11月30日発売の2014年1・2月合併号にて休刊した。
その後、2014年6月にオークスがムック本として『パソコンパラダイス復活号』を発売し、その後『パソパラ』の誌名で3か月ごとに発売したが、2015年6月に発行されたVol5を最後に発行を停止した。
本誌の編集を担当していたピーズサイテック及びフェリオが編集している個別のゲームタイトルに関するガイドブック（攻略本・ファンブック・原画集）は、メディアックス及びサンデー社ではなくジャイブから刊行されていた。

## 表紙イラストレーター
- スタジオβ
- 牧野竜一（1994年5月号 - 1995年4月号）
- 石田敦子（彩色：中山久美子 1995年5月号 - 1996年4月号）
- 松原秀典（彩色：中山久美子 1996年5月号 - 1997年4月号）
- 青木哲郎（1997年5月号 - 1998年4月号）
- 山田正樹（1998年5月号 - 1999年4月号）
- 成瀬裕司（1999年5月号 - 2000年4月号）
- ささきむつみ（2000年5月号 - 2001年4月号）
- ☆画野朗（2001年5月号 - 2002年4月号）
- くすくす（2002年5月号 - 2003年4月号）
- かれん（2003年5月号 - 2004年4月号）
- しのづかあつと（2004年5月号 - 2005年4月号）
- 橋本タカシ（2005年5月号 - 2006年4月号）
- 空中幼彩（2006年5月号 - 2007年4月号）
- 村上水軍（2007年5月号 - 2008年4月号）
- てんまそ（2008年5月号 - 2009年4月号）
- 鷹乃ゆき（2009年5月号 - 2010年4月号）
- 西又葵（2010年5月号 - 2011年4月号）
- 瀬之本久史（2011年5月号 - 2012年4月号）
- ほんたにかなえ（2012年5月号 - 2013年4月号）

## 読者参加ゲーム
- 聖アップル学園
- 秘密指令1919
- 学園トライアングル
- 学園ジェネシス
- バイトマスター
- 精霊異境REBISS
- プリマ・マテリア
- 威武の嵐
- ゾディアック・エンジェルス
- みらくる☆くる〜ず
- エナジーイコール
- ブレイブキャスター
- インビジブルウォー
- パペットプリンセス

## 出身者
ジュブナイルポルノ作家のたかなみれいはゲームレビューや読者参加ゲームを5年に渡り執筆していた。